# Sigonius
Sigonius (en italien, Carlo Sigonio) (1520-12 août 1584) est un écrivain, philologue et humaniste italien de la Renaissance. On le regarde comme le créateur de la diplomatique. On lui doit des commentaires sur Tite-Live et sur Cicéron : il recueillit les fragments de ce dernier, et fabriqua, à l'aide des fragments de son traité De consolatione, un pastiche qu'il donna comme l'œuvre de Cicéron lui-même, mais la fraude ne tarda pas à être découverte.

## Biographie
Sigonius naquit vers 1520, à Modène, dans une famille pauvre. Après avoir appris les éléments des langues anciennes, il fréquenta l’école de François Portus, et fit sous cet habile maître de rapides progrès dans la littérature grecque. A dix-sept ans, il se rendit Bologne, où, pour se conformer à la volonté son père, il étudia la médecine et la philosophie. Incertain sur l’état qu’il embrasserait, et se sentant la même répugnance pour tous ceux qu’on lui proposait, il vint ensuite à Pavie, dans le but d’y perfectionner ses connaissances. Le cardinal Grimani, protecteur des lettres, se déclara celui de Sigonio ; mais sur les instances de ses compatriotes, ce dernier revint, en 1546, à Modène, occuper la chaire que le départ de Portus laissait vacante. Aux honoraires de cette place, qui furent élevés à trois cents livres, il joignit ceux qu’il reçut de la comtesse Lucrezia Rangone, pour se charger de l’éducation de son fils et de son neveu, et fut logé dans le palais de la comtesse. Les tracasseries que lui suscita Bandinelli, jaloux de tels avantages, le dégoûtèrent du séjour de Modène ; et il accepta l’offre qu’on lui fit, en 1552, de la chaire de belles-lettres à Venise. Ce fut dans cette ville qu’il connut Panvinio, plus jeune que lui, non moins passionné pour l’étude de l’antiquité ; et il s’établit entre les deux rivaux une amitié que fortifièrent des services réciproques, et qui mérite d’être proposée en exemple aux savants. Les premiers ouvrages de Sigonio avaient étendu rapidement sa réputation dans toute l’Italie. Rome et Padoue se dis l’honneur de le posséder ; il se décida pour l’académie de Padoue, et y vint occuper, en 1560, la chaire d’éloquence. Malheureusement, il y retrouva Francesco Robortello, avec lequel il avait eu déjà quelques disputes sur un point érudition. Cette querelle, apaisée par les soins du cardinal Seripando, ne tarda pas à se rallumer. Sigonio se contenta d'abord de repousser les traits de son adversaire avec une extrême modération ; mais, indigné des calomnies et des manœuvres de Robortello, il ne garda plus aucun ménagement ; et le Sénat de Venise fut obligé, pour arrêter le scandale, d’imposer silence aux deux antagonistes. Le souvenir de ces fâcheux débats et une insulte qu’essuya Sigonio le décidèrent à quitter Padoue, en 1563. Il se rendit à Bologne, où il obtint l’accueil le plus distingué. Les magistrats s’empressèrent de lui accorder une place à l’université et de lui faire expédier des lettres de bourgeoisie, conçues dans les termes les plus honorables ; et son traitement, élevé d’année en année, fut enfin porté jusqu’à six cents écus d’or, sous la condition qu’il ne sortirait plus de Bologne. Il fut fidèle à cet engagement : appelé en Pologne en 1538, au nom du roi Étienne Báthory, il refusa. Dans un voyage qu’il fit à Rome cette même année, il reçut du pape Pie V et de toute sa cour les plus grands honneurs. Quoiqu’il fût moins éloquent en chaire que dans ses ouvrages, sa réputation attira dans cette ville un concours prodigieux d’élèves de toutes les parties de l’Italie. Nul n’avait encore porté si loin que Sigonio l’exactitude et la profondeur dans les recherches d’érudition. Non-seulement il éclaircit les antiquités romaines ; mais le premier il entreprit de débrouiller l’histoire du Moyen Âge, et créa la science de la diplomatique, en montrant les secours que l’on pouvait tirer de pièces regardées jusqu’alors comme inutiles pour répandre un jour nouveau sur les faits les plus obscurs. Son ardeur infatigable lui persuada de visiter les archives et les bibliothèques de l’Italie ; et aidé de ses amis, il vint à bout de cette tâche si longue et si difficile. C’étaient d’inappréciables services rendus à la véritable érudition ; et malgré les erreurs assez nombreuses signalées plus tard dans ses ouvrages, il n’en conserve pas moins des droits éternels à la reconnaissance des savants de tous les pays. En 1578, Sigonio fut invité, par le pape Grégoire XIII, de travailler à l’histoire ecclésiastique, que Panvinio, son ami, n’avait pu qu’ébaucher ; et au milieu d’occupations si nombreuses, il entreprit de répondre au desir du pontife. Quoique d’un caractère doux, il ne laissa pas d’avoir des disputes assez fréquentes. Dans celle que lui suscita Gruchius, sur les droits des Comices, l’avantage resta tout entier au savant français. Mais la discussion qui lui fait le moins d’honneur est celle qu’il soutint, dans les dernières années de sa vie, contre Antonio Riccoboni, son élève. Ayant découvert quelques fragments du traité de Cicéron De consolatione, il entreprit de réparer la perte de cet ouvrage, et le fit publier sous le nom de Cicéron. Riccoboni découvrit la fraude et s’empressa de la signaler ; mais Sigonio, loin d’avouer ce qui s’était passé, ne rougit pas d’employer toute la puissance de son talent à repousser les raisons de son adversaire. Forcé, par ses infirmités, de suspendre ses travaux, il vint chercher quelques délassements dans une campagne, à deux milles Modène, où il faisait bâtir une maison qui subsiste encore. Il y tomba malade et mourut le 12 août 1584. Les restes de Sigonio transportés solennellement à Modène, y furent inhumés dans l’église de Sainte-Marie Pomposa. On convient généralement que personne dans ce siècle n’a rendu plus de services à l’histoire et aux antiquités. Peu de ses contemporains l’ont égalé comme écrivain. Son style, d’une élégance remarquable, se distingue encore par l’ordre, la clarté et la précision ; aussi soutint-il, dans un discours intitulé : De latinæ linguæ usu retinendo, l’opinion de ceux qui voulaient faire revivre en Italie l’usage de la langue latine. Il s’était si bien approprié les formes et la manière de Cicéron, que, malgré les réclamations de Riccoboni, son traité De consolatione a passé longtemps pour l’ouvrage de l’orateur romain ; et le judicieux Tiraboschi lui-même n’a été convaincu de la supercherie de Sigonio, que par des lettres découvertes à Modène, de 1784 à 1787, qui ne lui laissèrent plus de doute à cet égard.

## Œuvres
Les nombreux écrits de Sigonio ont été recueillis par Argelati, Milan, 1732-37, 6 vol. in-fol. Cette édition, précédée de la vie de l’auteur, par Muratori, est enrichie de notes et d’observations du P. Giuseppe Maria Stampa, religieux somasque, de Giuseppe Antonio Sassi, de Lorenzo Maffei et de plusieurs autres savants italiens. On se contentera d’indiquer les principaux. Outre une traduction latine de la Rhétorique d'Aristote, et une édition de Tite-Live, accompagnée de scolies et de deux livres Corrections, qui répandent un nouveau jour sur cet historien, si maltraité par l’ignorance des copistes, on citera : 
- Regum, consulum, dictatorum ac censorum romanorum fasti ; una cum actis triumphorum a Romulo rege usque ad Tiberium Cæsarem ; in fastos et acta triumphorum explicationes, Modène, 1550, in-fol., 1re et très-rare édition, inconnue à la plupart des bibliographes. Les Fastes furent réimprimés à Venise, par les Aldes, en 1550[5] et 1555 ; mais l’ample et savant commentaire de Sigonio ne fut reproduit qu'en 1556, Venise, Giov. Ziletti. Cet ouvrage est le premier où l’histoire romaine se trouve exposée avec l’ordre et la méthode convenables. L’édition la plus récente des Fastes est celle d'Oxford, 1802, in-12, qui se joint au Tite-Live publié dans la même ville en 1800.
- De nominibus Romanorum, Venise, Paul Manuce, 1553[6] 1556, in-fol., souvent réimprimé à la suite du précédent. Cet ouvrage fut l’occasion de la première querelle de Sigonio avec Robortello.
- Fragmenta e libris deperditis Ciceronis collecta, et scholiis illustrata, Venise, 1559, 1560, in-8°, et dans les éditions postérieures des Œuvres de Cicéron.
- Orationes septem Venetiis habitæ ab anno 1552 ad ann. 1559, Venise, Alde, 1560, in-8°.
- De antiquo jure civium Romanorum libri duo ; De antiquo jure Italiæ libri tres ; De antiquo jure provinciarum libri tres, Venise, 1560, in.fol. Parmi les nombreuses réimpressions de ces trois ouvrages, pleins de recherches aussi neuves qu intéressantes, on doit distinguer celle qu'a donnée J. Chr. Franck, Halle, 1728, in-fol., avec des notes de Latino Latini, J. Grævius, etc.
- De dialogo liber, Venise, 1561, in 8°.
- Disputationum Patavinarum libri duo, Padoue, 1562, in-8°. Le second livre contient une réponse très vive à Fr. Robortello. Gruter a inséré cet ouvrage dans le Fax artium liberalium, t. 2, p. 121-347.
- De republica Atheniensium libri quinque ; de Atheniensium et Lacedemoniorum temporibus liber unus, Bologne, 1564, in-4°. C'est le premier ouvrage dans lequel l’histoire de la Grèce et de ses révolutions ait été discutée et éclaircie d’une manière satisfaisante.
- De vita et rebus gestis P. Scipionis Æmiliani liber, ibid., 1569, in 4°.
- Trium hujus seculi oratorum præstantissimorum, Marci-Antonii Mureti, Caroli Sigonii, P. J. Perpiniani orationes, à Dilingen 1572, in-8° ; à Cologne 1581, in 12 ; à Ingolstad 1584, in-8°.
- De judiciis Romanorum libri tres, ibid., 1574, in 4°.
- De regno Italiæ libri XX, Venise, 1580, in-fol. Les éditions précédentes ne contiennent que quinze livres, le Sénat de Venise n’ayant pas voulu permettre la publication des cinq derniers, à cause de quelques passages qu'il regardait comme préjudiciables aux droits de la République ; mais Sigonio parvint à faire cesser l’opposition et à maintenir les droits de la vérité.
- De Occidentali imperio libri XX, ab anno 281, ad ann. 575, Bologne,1577 in-fol. Cet ouvrage embrasse la période importante qui s est écoulée depuis Dioclétien jusqu'à la destruction de l'Empire d'Occident. C'est le premier sur cet espace de temps, qui mérite le nom d'histoire.
- Historiarum Bononiensium libri VI, ab initio civitatis usque ad ann. 1257, ibid., 1578, in-fol. Quoiqu'il n eût entrepris cet ouvrage, que dans le but de témoigner sa reconnaissance aux Bolonais, il ne craignit pas d'attaquer les anciennes traditions qui flattaient l'orgueil des habitants de Bologne, et d'en montrer la fausseté.
- De republica Hebræorum libri VII, 1582, in 4°. Il explique, dans cet ouvrage, avec son exactitude ordinaire, le système religieux, politique et militaire des Hébreux.
- De episcopis Bononiensibus libri V, ibid., 1586, in-4°. Ce livre a été continué par le P. Carlo Costanzo Rabbi, religieux augustin, jusqu'à l'année 1731.
- Historiæ ecclesiasticæ libri XIV. Cette histoire, qui s'étend depuis la mort du Sauveur jusqu'à l'an 311, sous le pontificat de Miltiade, fut trouvée par Argelati, dans la Bibliothèque du Vatican. Elle a été imprimée, pour la première fois, dans le tome IV des Œuvres de Sigonio, avec une préface et des notes d'Orazio Bianchi. On voit, par le prologue, que Sigonio se proposait de conduire son ouvrage jusqu'à l'année 1580. On peut consulter, pour plus de détails, outre la Vie de Sigonio, par Muratori, déjà citée, la Biblioth. Modenese, t. 5, p. 76-119. Tiraboschi ne se contente pas d'y donner la liste complète des ouvrages de Sigonio, qui s'élève à quarante imprimés ; mais il lui en attribue plusieurs, publiés par ses élèves. La notice que le même biographe a consacrée à Sigonio, dans la Storia della litteratura Italiana, t. 7, p. 892, quoique moins circonstanciée, offre beaucoup d'intérêt. Guinguené n'a guère fait qu'en donner la traduction dans son Histoire littéraire d'Italie, t. 7, p. 275. Il est presque inutile d'avertir que tous les ouvrages de Sigonio sur les antiquités font partie des Thesaur. antiq. Græcar. et Romanar., de Grævius et Gronovius.